# Somerleyton Hall
Somerleyton Hall est une maison de campagne avec un domaine de 5 000 acres (2 000 ha) près de Somerleyton et Lowestoft dans le Suffolk, en Angleterre, détenu et habité par Hugh Crossley (4e baron Somerleyton) (en), conçu à l'origine par John Thomas (sculpteur) (en). Le manoir est classée Grade II * sur la liste du patrimoine national d'Angleterre, et son parc paysager et ses jardins à la française sont également classés Grade II * sur le registre des parcs et jardins historiques. Les jardins à la française couvrent 12 acres ( Unité «  » inconnue du modèle {{Conversion}}.).

## Histoire
En 1240, un manoir est construit sur le site de Somerleyton Hall par Sir Peter Fitzosbert, dont la fille s'est mariée dans la famille Jernegan. La lignée masculine des Fitzosbert prend fin et les Jernegans occupent le domaine jusqu'en 1604. En 1604, John Wentworth achète le domaine. Il transforme Somerleyton Hall en un manoir typique de l'East Anglian Tudor - Jacobéen. Il passe ensuite à la famille Garney. Le propriétaire suivant est l'amiral Sir Thomas Allin (en), originaire de Lowestoft. Il prend part à la bataille de Lowestoft (1665) et à la bataille de Solebay à Southwold en 1672. Finalement, la lignée masculine de cette famille s'éteint également.
En 1843, Somerleyton Hall et Park sont achetés par le prospère entrepreneur et député Morton Peto. Pendant les sept années suivantes, il entreprend de vastes travaux de reconstruction, créant un chef-d'œuvre d'architecture anglo-italienne . Des peintures sont spécialement commandées pour la maison, et les jardins et le parc sont entièrement repensés. Peto a des éléments de jardin conçus par William Andrews Nesfield et Joseph Paxton. Le fils de Peto, Harold Peto, est un concepteur de jardins renommé, mais on ne sait pas s'il a été influencé par les jardins de Somerleyton.
En 1863, le domaine Somerleyton est vendu à Francis Crossley de Halifax, West Yorkshire, un fabricant de tapis, qui, comme Peto, est un philanthrope et un député. Le fils de Sir Francis, Savile est créé baron Somerleyton en 1916. La devise de la famille est "Tout ce qui est bon vient d'en haut". Hugh Crossley, 4e baron Somerleyton hérite du manoir en 2012 où il vit avec sa famille.
Le lac de Somerleyton Hall est utilisé par Christopher Cockerell, l'inventeur de l'aéroglisseur, pour réaliser ses premières expériences en 1955 .

## Description

### Château
Le château est un bâtiment classé Grade II *. Il est conçu par John Thomas, un architecte qui a auparavant travaillé pour le Prince Albert, et est achevé en 1850. La tour de l'horloge abrite une horloge conçue par Benjamin Vulliamy. Il est sur la liste du patrimoine national pour l'Angleterre.

### Jardins à la française
Les parcs paysagers et les jardins à la française sont également inscrits au Grade II* du Registre des parcs et jardins historiques. Ils présentent un labyrinthe de haies d'ifs, l'un des plus beaux de Grande-Bretagne, créé par William Andrews Nesfield en 1846, et une serre à crête et sillon conçue par Joseph Paxton, l'architecte du Crystal Palace. Il y a aussi un jardin clos, une volière, une loggia et une longue pergola, couverte de roses et de glycines. Les zones plus informelles du jardin présentent des rhododendrons et des azalées et une belle collection d'arbres spécimens. Le potager et la cour des écuries sont tous deux classés Grade II*  . Les serres en faîtage et en sillon au nord du potager sont classées Grade II. Plusieurs ornements de jardin et statuaires sont et classés : la statue d'Atlanta, le groupe de quatre urnes autour du cadran solaire, ainsi que le cadran solaire, les quatre urnes au centre et les quatre auges en pierre, les vestiges du jardin d'hiver et les murs d'enceinte des jardins à la française, la citerne au sud de la terrasse et le mur de soutènement à l'avant du jardin, le mur d'écran à l'entrée du hall et le South Lodge et les portes de Somerleyton Hall sont classés Grade II.

### Domaine
Inspiré par le succès de Knepp Wildland, un projet pionnier de réensauvagement lancé par Sir Charles Burrell, 10e baronnet du Sussex de l'Ouest, Somerleyton clôture et réensauvage 1 000 acres ( Unité «  » inconnue du modèle {{Conversion}}.) des 5 000 acres ( Unité «  » inconnue du modèle {{Conversion}}.) domaine (7,7 miles carrés), introduit de gros cochons noirs, des poneys Exmoor et 100 bovins en liberté . Le plan est d'étendre le programme à 1 000 acres ( Unité «  » inconnue du modèle {{Conversion}}.) (20% du domaine), dont les 150 acres ( Unité «  » inconnue du modèle {{Conversion}}.) Fritton Lake et 600 acres ( Unité «  » inconnue du modèle {{Conversion}}.) Suffolk Sandlings . Somerleyton est l'un des administrateurs fondateurs de WildEast, une fondation caritative qui promeut l'agriculture régénérative et la régénération dans l'Est-Anglie .

## Dans la culture populaire
En 1998, Lord et Lady Somerleyton chargent l'artiste anglais Jonathan Myles-Lea (en), spécialiste des maisons de campagne, des jardins et des domaines, de peindre Somerleyton Hall . La maison et le labyrinthe, où le narrateur se perd, figurent en bonne place dans le roman-mémoire de 1995 de W. G. Sebald Les Anneaux de Saturne . La maison et le terrain sont utilisés pour remplacer Sandringham House dans le drame télévisé de 2003 de Stephen Poliakoff , The Lost Prince et la maison à nouveau dans la série 2020 de Peter Morgan , The Crown . La maison et son terrain constituent le lieu principal de "Neck", le sixième épisode de la première série de Tales of the Unexpected (1979).

## Galerie

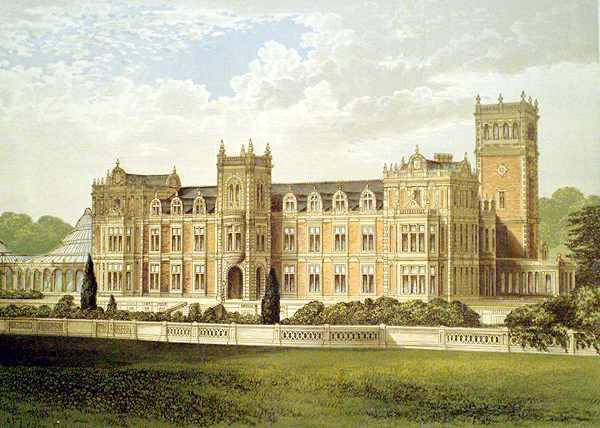
Somerleyton Hall en 1880. Le jardin d'hiver (conservatoire) sur la gauche a été démoli en 1914
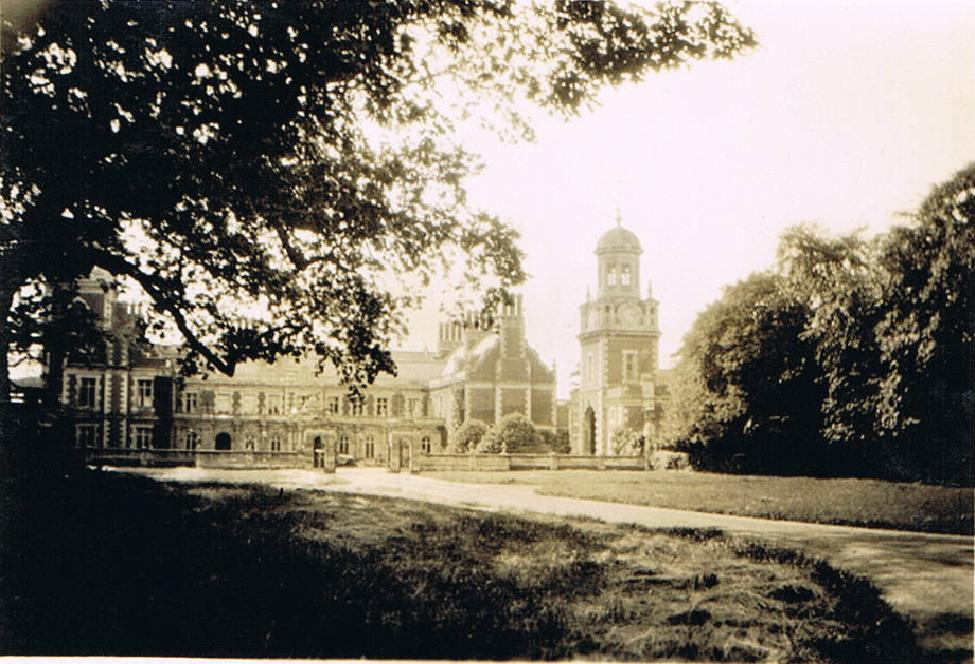
Somerleyton Hall en 1930
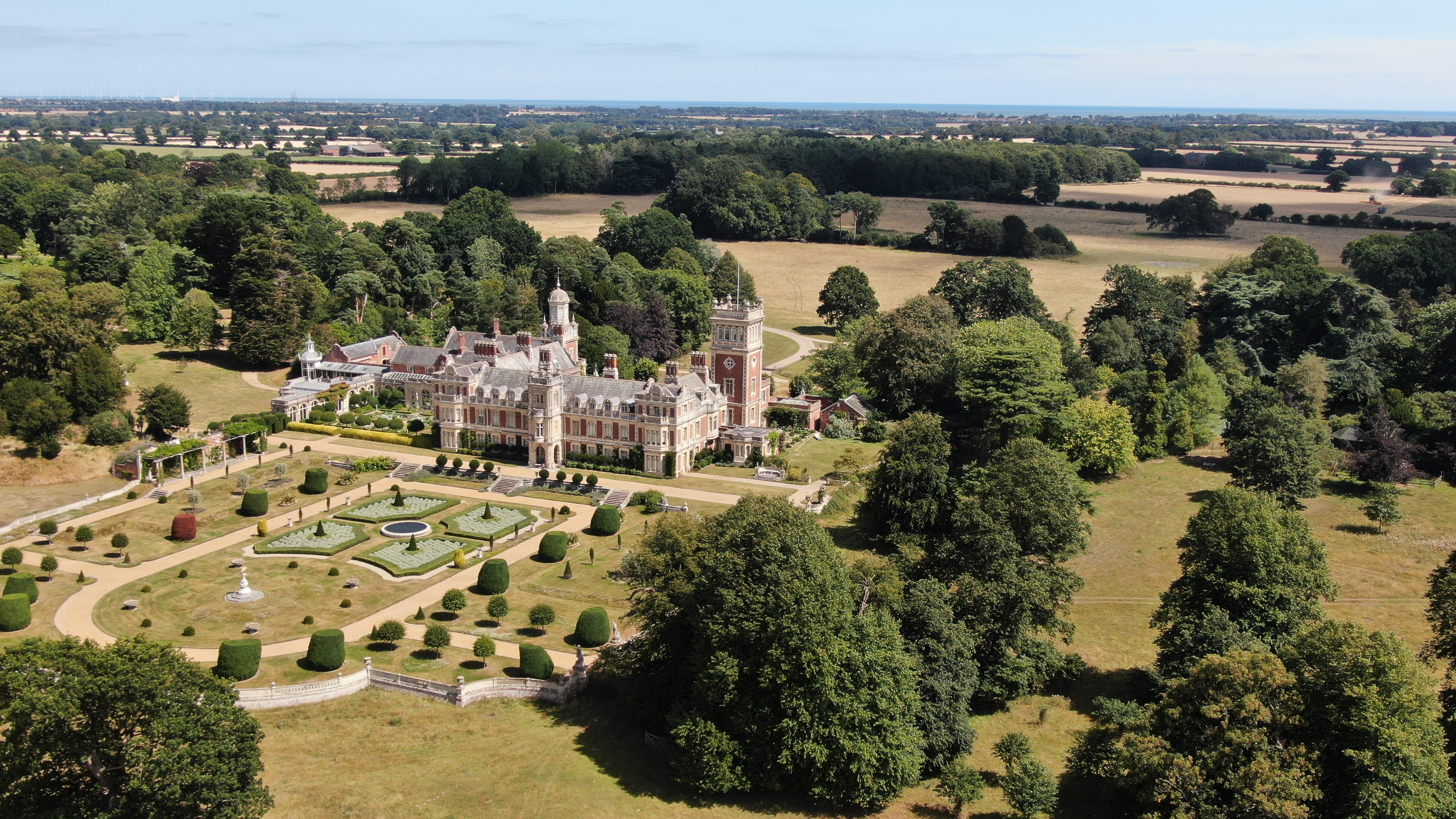
vue aérienne
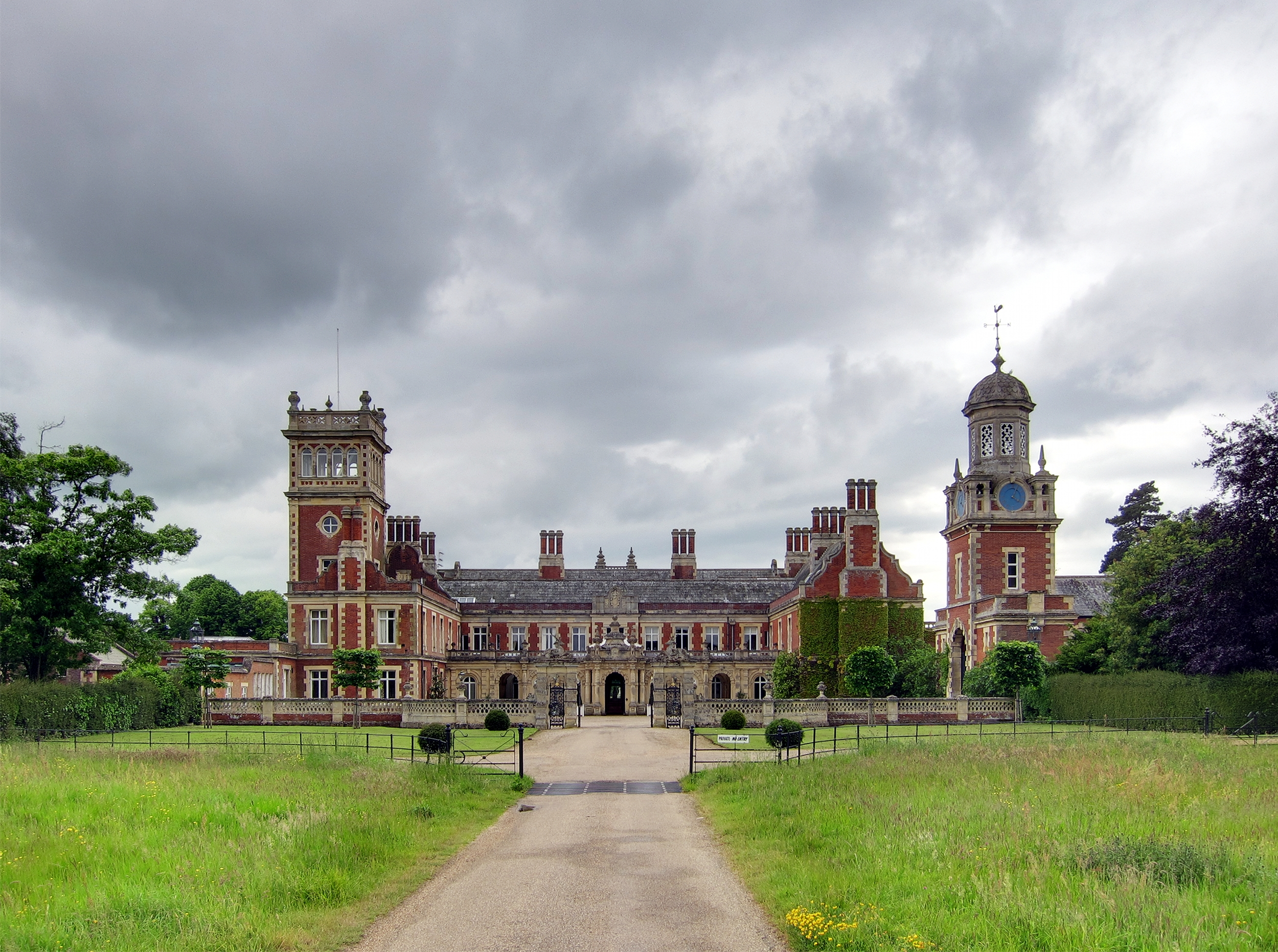
L'entrée du manoir
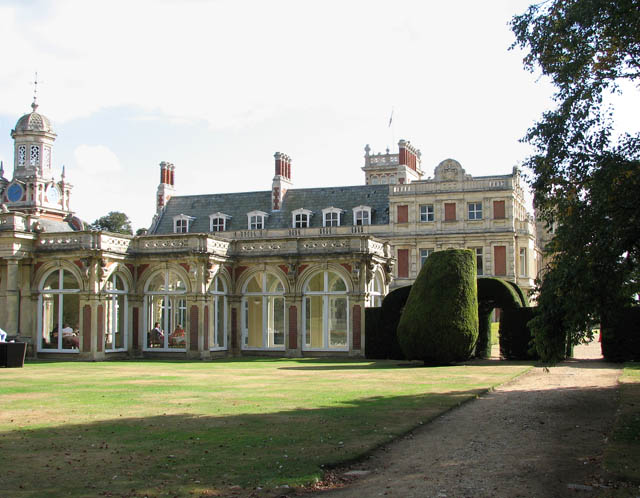
L'Orangerie